# Dicaeum ignipectus
El picaflores pechofuego (Dicaeum ignipectus) es una especie de ave paseriforme de la familia Dicaeidae propia del sureste de Asia y el Himalaya. Como otros picaflores, este pequeño pájaro se alimenta de frutos y desempeña un papel importante en la dispersión de semillas. A diferencia de otras especies de su género, el picaflores pechofuego presenta un marcado dimorfismo sexual, con machos partes superiores e inferiores muy contrastadas y una característica mancha rojo en el pecho, y hembras de coloración más apagada.

## Descripción

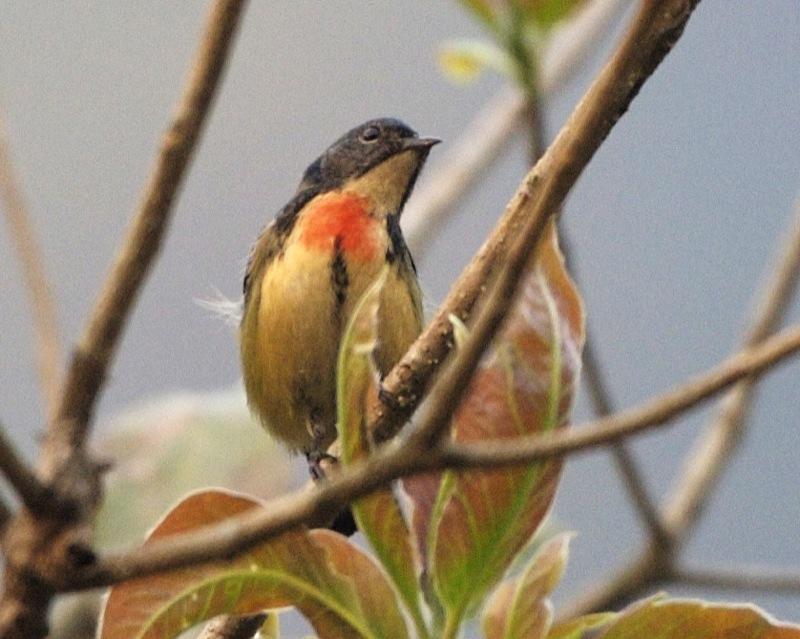
Macho de la subespecie nominal, Nepal.

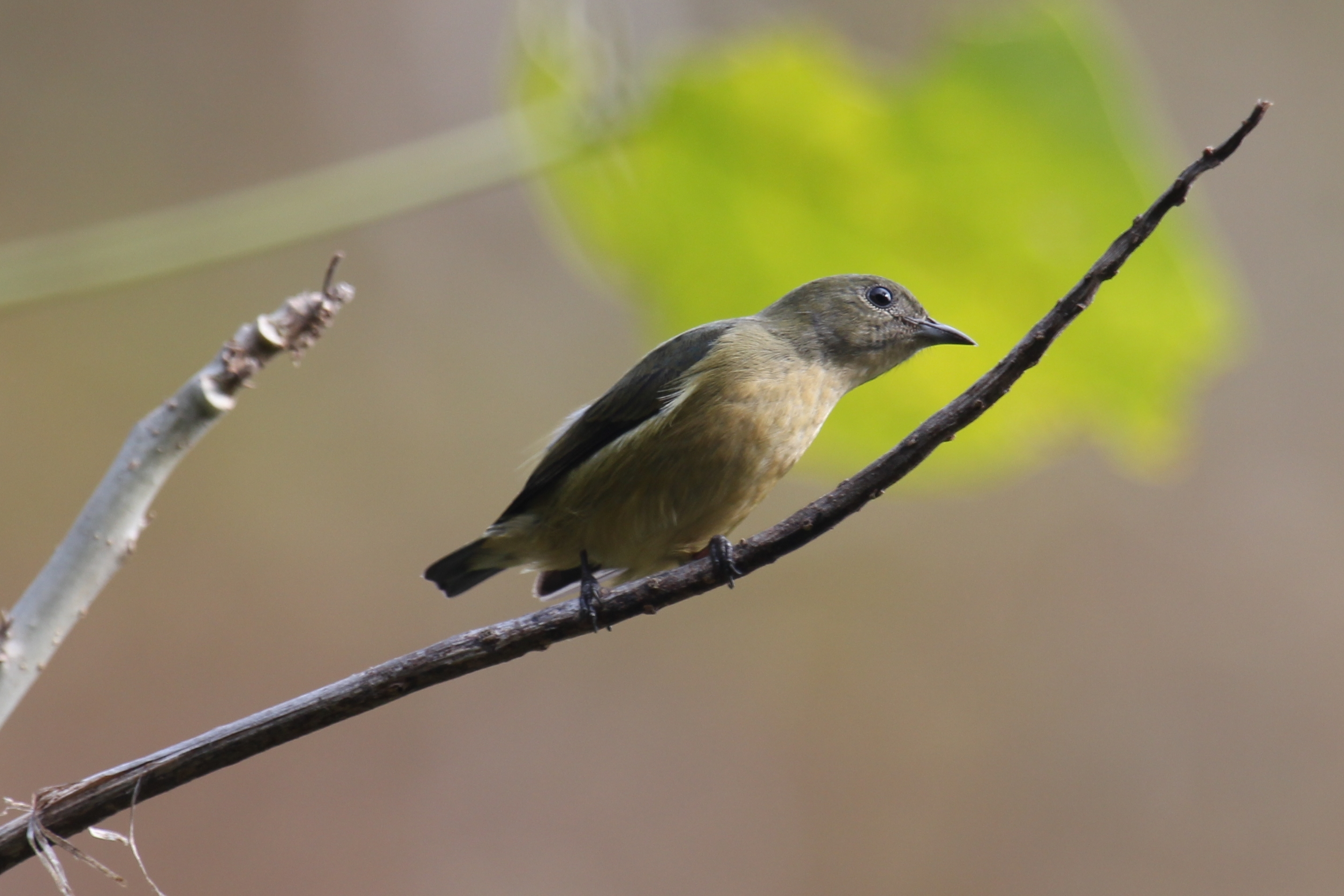
Hembra.

Es un pájaro pequeño con el pico pequeño y oscuro y cola corta. El macho tiene las partes superiores de color azul brillante, más oscuro en las plumas de vuelo. Sus partes inferiores son principalmente de color crema amarillento, con una mancha roja en el pecho bajo la cual empieza una lista negra cruza por la mitad el resto del pecho y parte superior del vientre. La hembra es de color pardo oliváceo en las partes superiores y anteado en las inferiores, con los flancos son oliváceos.

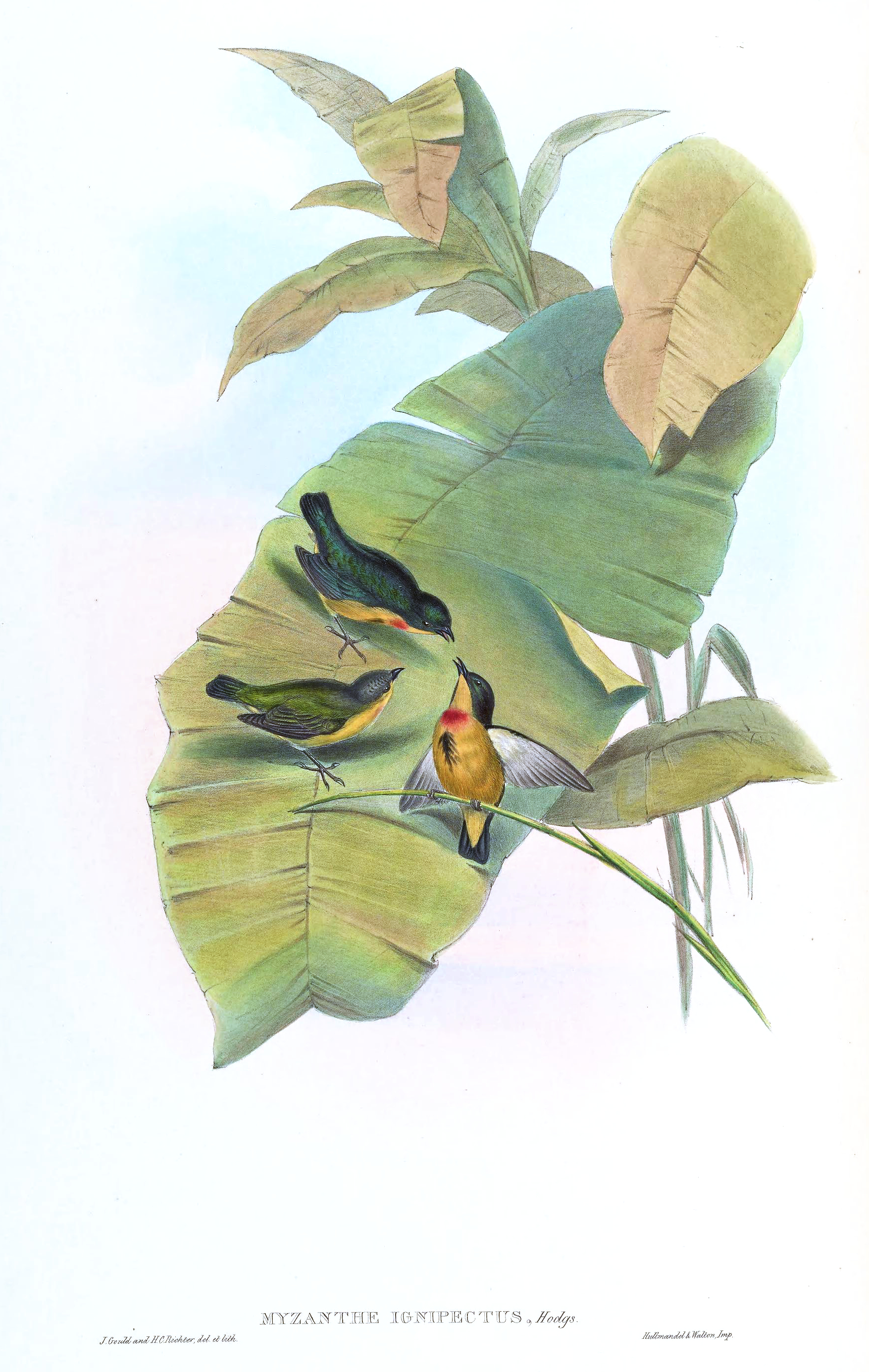
Litografía de John Gould en Aves de Asia (1850–83), volumen 6, lámina 14. T. C. Jerdon anotó que había «omitido mencionar la lista negra que se extendía por la mitad del abdomen a partir del final de la mancha escarlata del pecho..».

Pesa solo entre 7-9 g y pesa alrededor de 7 cm de largo, por lo que es uno de los picaflores más pequeños. Generalmente se encuentra en lo alto de los árboles especialmente sobre el muérdago. Emiten un trino regular que se describe como el sonido de un tijeretazo y un tsit staccato.

## Taxonomía
La especie fue descrita científicamente por Edward Blyth en 1843 basándose en un espécimen encontrado en Nepal por B H Hodgson. El nombre científico se basó en los manuscrito de Hodgson pero publicado por Blyth. Se dice que el ejemplar tipo fue depositado en el British Museum donde se perdió, pero podría estar en la colección del museo de la Sociedad Asiática de Calcuta.

## Distribución
Está ampliamente distribuido por la región del subHimalaya (India, Nepal, Bután, Bangladés, Pakistán) y se extiende por el sureste de Asia (China, Birmania, Camboya, Laos, Tailandia, Vietnam y Taiwán). Su  hábitat natural son los bosques húmedos templados, subtropicales y tropicales de montaña.

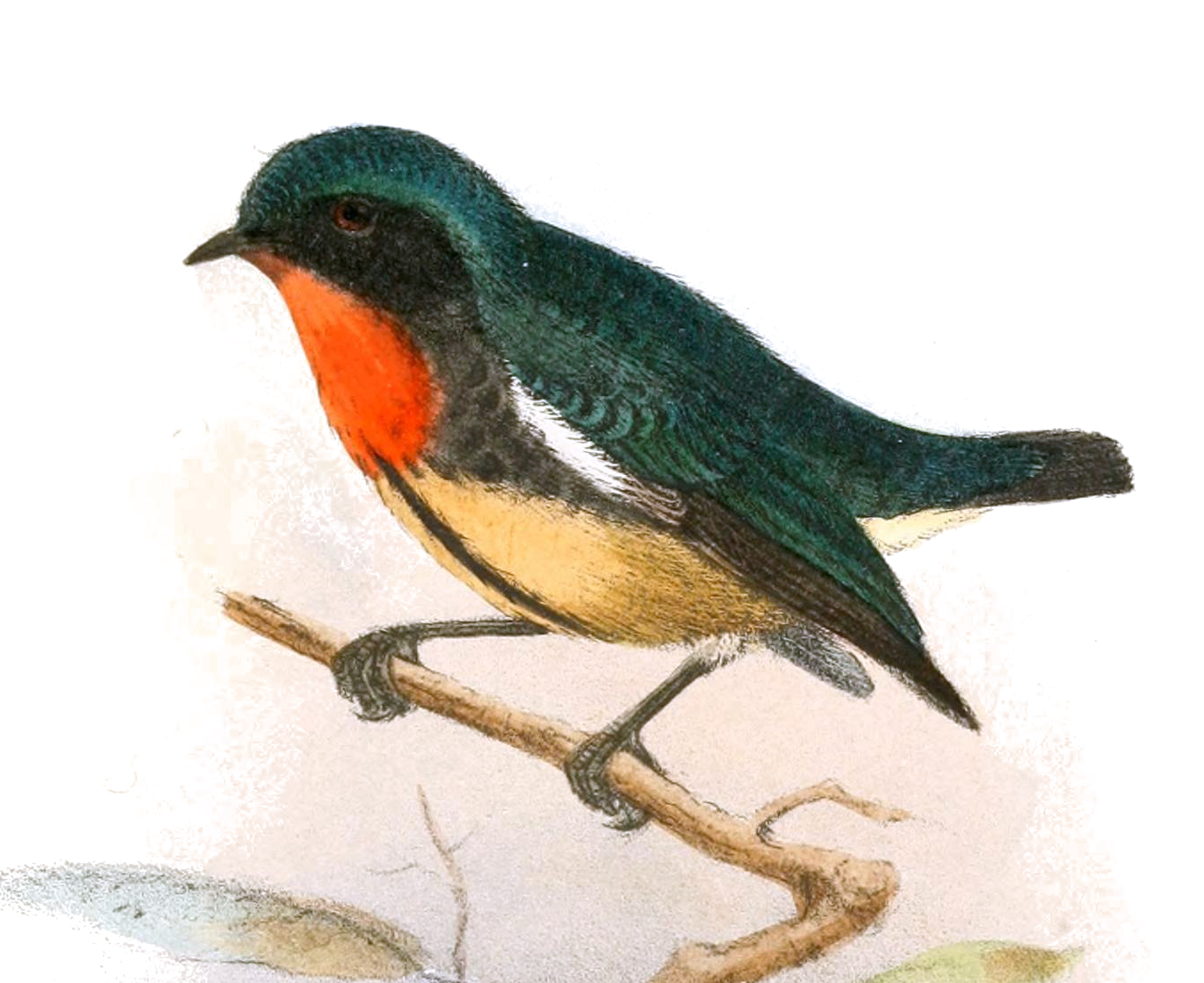
D. i. formosum

En la mayoría de su área de distribución se encuentra en montañas por encima de los 1000 metros de altitud, pero en China se encuentra en altitudes más bajas durante el invierno.

## Comportamiento y ecología
Como otros picaflores, dispersa las semillas de los muérdagos al alimentarse de sus frutos. En el Himalaya nepalí se considera un importante dispersor de las especies del género Scurrula.
En Nainital crían de junio a julio. Su nido en forma de bolsa colgante tiene una entrada en la parte lateral superior. El nido es estrecho, está hecho de las cubiertas fibrosas de los tallos de musgo y está forrado con musgo y hierba suave. Suele poner dos o tres huevos, que son incubados por ambos sexos, al igual que cuidan de los polluelos.